# 城口虾脊兰
城口虾脊兰（学名：Calanthe sacculata var. tchenkeoutinensis）为兰科虾脊兰属下的一个变种。

## 扩展阅读
- 維基物種上的相關：城口虾脊兰